# Dániel Tőzsér
Dániel Tőzsér (* 12. Mai 1985 in Szolnok) ist ein ehemaliger ungarischer Fußballspieler auf der Position eines Mittelfeldspielers.

## Karriere

### Karrierebeginn in Ungarn und Wechsel nach Istanbul
Tőzsér begann seine aktive Karriere als Fußballspieler im Jahre 1989 im Alter von vier Jahren im Nachwuchs des Debreceni Vasutas SC. Dort durchlief er bis 2003 mehrere Jugendspielklassen und stand während der Saison 2002/03 im Profikader des Vereins. In seiner einen Saison bei den Profis wurde er einmal eingesetzt, kam aber auch im Magyar Kupa, dem ungarischen Pokalwettbewerb, zum Einsatz, wobei seine Mannschaft ins Finale einzog. Kurz nach Ende der Spielzeit unterschrieb Tőzsér einen Vertrag bei Galatasaray Istanbul in der Turkcell Süper Lig, der höchsten Fußballliga der Türkei. Dort konnte er sich jedoch nicht durchsetzen und verließ nach einer Saison ohne Einsatz den Verein.

### Ferencváros Budapest
Nach seinem Aufenthalt in der Metropole Istanbul kehrte der junge Spieler nach Ungarn zurück, wo er einen Zwei-Jahres-Vertrag bei Ferencváros Budapest unterschrieb. In seiner ersten Saison brachte er es auf 27 Ligaeinsätze, in denen er ein Tor erzielte. Nicht minder erfolgreich war die darauffolgende Spielzeit, in der er bei 27 Meisterschaftseinsätzen zwei Treffer erzielte. Nach guten Leistungen beim ungarischen Rekordpokalsieger wurde ihm von Seiten des griechischen Super-League-Vereins AEK Athen ein Angebot unterbreitet, das er in weiterer Folge annahm und sich abermals für zwei Jahre verpflichten ließ.

### AEK Athen
Bei den Griechen feierte er einige persönliche Erfolge. Unter anderem war dies die Qualifikation und die Teilnahme an der UEFA Champions League 2006/07, in der er mit seinem Team in allen sechs Partien der Gruppe H gegen AC Mailand, OSC Lille und RSC Anderlecht antrat. Am Ende der Gruppenphase scheiterte man knapp am Einzug ins Achtelfinale. Nach dem Ausscheiden aus dem Bewerb war AEK Athen als Drittplatzierter automatisch für das Sechzehntelfinale des UEFA-Pokals 2006/07 gesetzt. Doch auch dort konnten die Griechen nicht an die Erfolge anschließen und schieden nach Hin- und Rückspiel mit einer Gesamtwertung von 0:4 gegen Paris Saint-Germain aus. In der Liga erreichte die Mannschaft mit den neun Punkten Abstand auf Olympiakos Piräus den zweiten Tabellenplatz und durfte sich so Vizemeister nennen. Insgesamt brachte es Tőzsér auf 22 Einsätze in der Liga, zwei Ligatore sowie drei Vorlagen.
Während der Spielzeit 2007/08 spielte AEK Athen abermals mit der Beteiligung Tőzsérs in der Qualifikation zur Champions League 2007/08, schied aber nach Hin- und Rückspiel gegen den FC Sevilla, der mit einer Gesamtwertung von 6:1 gewann, aus. Jedoch war die Mannschaft als Verlierer der dritten Champions-League-Qualifikationsrunde für die erste Runde des UEFA-Pokals 2007/08 gesetzt. Nachdem der FC Red Bull Salzburg mit einem Gesamtscore von 3:1 aus dem Bewerb geschickt worden war, erreichte die Mannschaft die Gruppenphase des Turniers, in der sie in der Gruppe C auf den FC Villarreal, den AC Florenz, den FK Mladá Boleslav und wie auf den IF Elfsborg traf. Nach vier absolvierten Spielen erreichte die Mannschaft um Tőzsér auf dem dritten Platz rangierend das Sechzehntelfinale des UEFA-Pokals 2007/08. Weiter kam das Team nicht, als sie ohne die Beteiligung des Mittelfeldspielers mit 1:4 gegen den FC Getafe aus Spanien ausschied. In der Liga kam Tőzsér auf 13 Einsätze, bei denen er ein Tor erzielte und zwei vorbereitete gab. Auch nach dieser Spielzeit schaffte es der AEK Athen nicht ganz nach oben und wurde abermals Vizemeister, wobei der Mannschaft nur zwei Punkte auf Meister Olympiakos fehlten.

### KRC Genk
Am 5. Juni 2008 wechselte Tőzsér für eine Ablösesumme von geschätzten 1,5 Millionen Euro zum belgischen KRC Genk, bei dem er einen Vierjahresvertrag unterschrieb. Für die Belgier kam er in 25 Ligapartien zum Einsatz und erzielte dabei zwei Tore und gab eine Torvorlage, wobei er in 19 Partien entweder ein- oder ausgewechselt wurde. Weiters vertrat er seinen Klub im belgischen Pokal bis ins Finale. Dort besiegte die Mannschaft den KV Mechelen mit 2:0; Tőzsér wurde während der Partie in der 77. Minute für den Abwehrspieler Anele Ngcongca eingewechselt.
Während der Spielzeit 2009/10 nahm der Mittelfeldakteur an der Qualifikation zur Europa League 2009/10 teil, schied aber in der vierten Qualifikationsrunde, den sogenannten Play-offs, mit einer Gesamtwertung von 3:6 gegen den OSC Lille aus. In beiden Spielen (Hin- und Rückspiel) konnte Tőzsér einen Treffer erzielen. Im belgischen Pokal schied die Mannschaft in der siebten Runde (nachdem sie erst ab der sechsten Runde gesetzt war) aus dem laufenden Wettbewerb aus.

### CFC Genua
Zur Saison 2012/13 wechselte Tőzsér zum CFC Genua.

### Nationalmannschaft
Erste Bekanntschaft mit einem ungarischen Fußballnationalteam machte Tőzsér bereits im Jahre 1999, als er zum ersten Mal für Ungarns U-14-Auswahl antrat. Bis 2000 kam er so auf zwei Länderspieleinsätze.
Im Jahre 2005 wurde er für die A-Nationalmannschaft seines Heimatlandes nominiert und daraufhin in den Kader aufgenommen. Seit Debüt gab er am 14. Dezember 2005 in Phoenix, Arizona, im Spiel gegen die mexikanische Nationalelf, das Ungarn 0:2 verlor. 2007/08 nahm er an der Qualifikation zur EM 2008 teil und kam bei sieben Einsätzen auf einen Treffer.

## Erfolge
- 1× Ungarischer Pokalfinalist: 2003
- 2× Griechischer Vizemeister: 2006/07, 2007/08
- 1× Belgischer-Pokal-Sieger: 2009
- 1× Belgischer Meister: 2011

## Privat
Seit 21. Juni 2008 ist Dániel Tőzsér verheiratet.